# Børge Christian Larsen
Børge Christian Larsen (født 25. maj 1911 i Svendborg, død 24. oktober 1944 i København) var en dansk modstandsmand under 2. verdenskrig. Han var søn af maleren Lars Marius Larsen (født 1881 i Odense, død 1962 i Odense)
og hustru Anne Margrethe født Andersen (født 1880 i Strandby, Tranekær Sogn, død 1950 i Odense).
Børge der var uddannet malersvend, var tilknyttet illegalt bladarbejde i København.
Skolegang på Jernbanegades Skole i Odense.
Han var udlært som maler i firmaet „Othar Wirring“
i Odense. Ansat i dekorationsfirmaet
„Bang-Sørensen & Bjerth“ i København.
Børge Christian Larsen var medlem af Danmarks Kommunistiske Parti, og både Børge Larsen og hans broder var tilknyttet
modstandsarbejdet. Hans broder blev arresteret
for illegal bladvirksomhed og deporteret til Stutthof.
Den 24. oktober 1944 besatte medlemmer af en tysk terrorgruppe
Børge Larsens værtspars lejlighed i Rømersgade
og afventede her igennem længere tid
hans ankomst. Da han sent på dagen indfandt
sig, blev han øjeblikkeligt skudt ned,
dræbt på stedet. Hans lig blev efter befrielsen
fundet i Ryvangen og bisat 4. juli 1945 på
Odense Assistens Kirkegård.

## Eksterne kilder og henvisninger
- Om Børge Christian Larsen i modstandsdatabasen

- Arkivstof: UFF., 587

Politisag, 12. undersøgelseskammer, journal
132/45.
- Avisstof: Fyens Stiftstidende, 2.7., 5.7.1945.
- Monumenter: Mindeplade, Stengade 30, København N

Mindeplade, Dr. Tværgade 3, København.
- Begravet, Assistens Kirkegård i Odense, litra N.D., nr. 153-54.

- Biografi fra: Faldne i Danmarks Frihedskamp 1940-45, 2. udgave, 2010, s. 252.